# Nati nel 1464
| Questa pagina contiene informazioni ricavate automaticamente dalle voci biografiche con l'ausilio del template Bio e di un bot. L'aggiornamento è periodico e automatico e ricostruisce completamente la pagina. Se manca una persona in questa lista, sei pregato di non aggiungerla, ma accertati piuttosto che la sua voce biografica contenga il template Bio e che i dati anagrafici siano correttamente compilati. Se il template Bio manca, inseriscilo tu stesso o, in alternativa, metti l'avviso {{tmp\|Bio}} che ne segnala la mancanza. Se i dati riportati sono sbagliati, correggi direttamente la voce biografica; le modifiche saranno visibili in questa lista entro pochi giorni. Per chiarimenti vedi il progetto biografie. La lista contiene solo le 31 persone che sono citate nell'enciclopedia e per le quali è stato implementato correttamente il template Bio. Pagina aggiornata al 2 mag 2025. |

- 22 gennaio - Willem Enckenwoirt, cardinale e vescovo cattolico olandese († 1534)
- 12 marzo - Gregorio Amaseo, umanista italiano († 1541)
- 5 aprile - Antonio Alamanni, poeta italiano († 1528)
- 23 aprile - Robert Fayrfax, compositore inglese († 1521)
- 23 aprile - Giovanna di Valois, monaca cristiana e santa francese († 1505)
- 6 maggio - Sofia di Polonia, nobildonna polacca († 1512)
- 30 maggio - Barbara di Hohenzollern, duchessa († 1515)
- 1º luglio - Chiara Gonzaga, nobile († 1503)
- 23 settembre - Paola Gonzaga, nobile italiana († 1497)
- 19 novembre - Go-Kashiwabara, imperatore giapponese († 1526)
- Belisario Acquaviva, condottiero italiano († 1528)
- Marcello Adriani, umanista e politico italiano († 1521)
- Batumöngke Dayan Khan, mongolo († 1543)
- Giorgio II di Cachezia, re († 1513)
- Francisco de Carvajal, generale e esploratore spagnolo († 1548)
- Giovanni Antonio Flaminio, letterato e religioso italiano († 1536)
- William Graham, I conte di Montrose, politico scozzese († 1513)
- Leonardo Grosso della Rovere, cardinale e vescovo cattolico italiano († 1520)
- Philippe de Villiers de L'Isle-Adam, francese († 1534)
- Nezahualpilli, re († 1515)
- Girolamo Casio, avventuriero italiano († 1533)
- Pier Maria Pennacchi, pittore italiano
- Pietro di Borbone-Busset, nobile francese († 1530)
- Juan Alfonso Pérez de Guzmán, III duca di Medina Sidonia, duca († 1507)
- Armaciotto dei Ramazzotti, condottiero italiano († 1539)
- Ugo di Savoia, principe († 1464)
- Johann zu Solms, conte tedesco († 1483)
- Tommaso di Piero del Trombetto, pittore italiano
- Muhammad al-Burtuqali, sultano marocchino († 1526)
- Semiramide d'Appiano d'Aragona, nobildonna italiana († 1523)
- Diego de Nicuesa, esploratore spagnolo († 1511)